# Dragan Đokanović
Dragan Đokanović (Sarajevo, 20. april 1958) je srpski političar, pedijatar-neonatolog i sportista (gimnastičar) iz Bosne i Hercegovine. Živi u Istočnom Sarajevu.

## Biografija
Dragan Đokanović je osnovnu školu, gimnaziju i medicinski fakultet završio u Sarajevu. Dobitnik je Zlatne značke „Ognjen Prica“. Specijalista je pedijatrije, a na sarajevskom medicinskom fakultetu završio je dva postdiplomska studija /klinička medicina i socijalna medicina sa organizacijom zdravstvene zaštite.
Oženjen je Draganom Đokanović i imaju sinove Aleksandra i Nikolu.

## Sportska karijera
Dragan Đokanović je više puta osvajao juniorsko i seniorsko prvenstvo Bosne i Hercegovine u sportskoj gimnastici. Bio je juniorski prvak Jugoslavije u vježbama na razboju (Novo Mesto, 1975. godine). U Sloveniji, u Trbovlju, 1981. godine, na seniorskom Kupu Jugoslavije, drugoplasirani je u ukupnom plasmanu, a u vježbama po spravama osvojio je četiri medalje.
Za jugoslovensku juniorsku reprezentaciju nastupio na susretu Italija – Jugoslavija (u Fermu, gradić između Ankone i Rima, 1976. godine). Na jednom od najjačih svjetskih turnira u sportskoj gimnastici 1981. godine, u Varni (Bugarska), predstavljao je Jugoslaviju u seniorskoj konkurenciji. Trenirao je u Sarajevu i Dunaujvaroši — Mađarska. U Sarajevu je osnovan gimnastički klub "Dragan Đokanović".

## Politička karijera

#### Stranačka aktivnost
Dragan Đokanović se politikom počeo baviti osnivanjem Demokratske stranke federalista, za Bosnu i Hercegovinu, u Sarajevu, 2. maja 1990. godine. Organizaciju države zasnovanu na principima demokratskog federalizma upoznao je u Švajcarskoj, boraveći određeno vrijeme u Bernu. Demokratsku stranku federalista osnovao je i za Srbiju, u Beogradu 2003. godine.

#### Aktivnosti na očuvanju Jugoslavije
Dragan Đokanović je bio predsjednik Koordinacionog tijela koje je organizovalo Konvenciju o Jugoslaviji. Konvencija je održana 3. januara 1992. godine u Saveznoj Skupštini u Beogradu.

#### Aktivnosti na stvaranju Republike Srpske
Dragan Đokanović je učesnik Osnivačke Skupštine srpskog naroda u BiH (24. oktobar 1991), Skupštine na kojoj je proglašena Srpska Republika u BiH (9. januara 1992) te Ustavotvorne Skupštine Srpske Republike Bosne i Hercegovine (28. februar 1992) kao i većine drugih skupštinskih sjednica do ljeta 1994. godine kada odlazi iz Vlade Republike Srpske. Od juna 1992. do januara 1993. Dragan Đokanović obavlja poslove Povjerenika Predsjedništva Srpske Republike BiH (organizuje formiranje civilnih organa vlasti u opštinama Vlasenica , Šekovići, Zvornik, Bratunac, Skelani, Srpsko Novo Sarajevo) i savjetnika u Predsjedništvu Republike Srpske. U januaru 1993. izabran je za člana Vlade Republike Srpske.
Kao član Vlade Republike Srpske Dragan Đokanović je formirao, 1993. godine, Ministarstvo za pitanja boraca i žrtava rata i inicirao osnivanje Boračke organizacije Republike Srpske.
U toku rata u Bosni i Hercegovini digao je glas protiv činjenja ratnih zločina, ukazao na to Predsjedništvu srpske republike i Narodnoj skupštini. Ne dobivši podršku podnosi ostavku na funkciju ministra. Svjedočio o tome, pred Haškim tribunalom, od 14. do 18. marta 2005.
 i u novembru 2009. godine.
Dragan Đokanović je Demokratsku stranku federalista, za Republiku Srpsku, registrovao 1996. godine, uoči prvih izbora u istoriji ove republike. 
Kandidovao se za predsjednika Republike Srpske 1996. i 2007. godine.

## Predlog za novi Ustav Bosne i Hercegovine
Dr Dragan Đokanović napisao je, 28. septembra 2008. godine, Predlog za novi Ustav Bosne i Hercegovine.
Prema tom predlogu Bosna i Hercegovina sastojala bi se od dvije administrativne jedinice:
- Federacija Bosna i Hercegovina,
- Republika Srpska, federacija Zapadne Republike Srpske (gl. grad Banja Luka) i Istočne Republike Srpske (gl. grad Istočno Sarajevo)[17]
- Distrikt Brčko može zadržati postojeći status ili se referendumom opredijeliti za jedan od dva entiteta
- Savezna Republika Bosna i Hercegovina imala bi dvodomni parlament (Dom Entiteta i Dom Nacija), Predsjednika (državni poslanik koji dobije najviše glasova na glasanju u oba doma), vladu (predsjednika vlade - daje mu mandat predsjednik države i ministre)
- Glavni grad Bosne i Hercegovine: Sarajevo i Istočno Sarajevo[18]

## Spoljašnje veze
- Zvanična prezentacija
- Zvanična prezentacija Demokratske stranke federalista
- derStandard.at, Приступљено 5. 4. 2013.